# Виго Ђорђо (Болоња)
Виго Ђорђо (итал. Vigo Giorgio) је насеље у Италији у округу Болоња, региону Емилија-Ромања.
Према процени из 2011. у насељу је живело 24 становника. Насеље се налази на надморској висини од 16 м.